# Вооружённые силы Доминиканской Республики
Вооружённые силы Доминиканской Республики (исп. Fuerzas Armadas de la República Dominicana) — совокупность войск Доминиканской республики, предназначенная для защиты независимости и территориальной целостности государства.

## История

### XIX век
В 1843 году майор гаитянской армии Ш. Эрар поднял восстание, в результате которого в 1844 году была провозглашена независимость страны. Создание вооружённых сил началось в 1844 году в ходе войны за независимость.
В 1844, 1845, 1849, 1853 и 1855—1856 гг. правительство Гаити предпринимало попытки восстановить контроль над Сан-Доминго, но боевые действия закончились безрезультатно.
В 1861 году президент П. Сантана провозгласил присоединение Сан-Доминго к Испании, которое было принято, но в 1863 году началось восстание против испанцев, которое завершилось в 1865 году признанием независимости страны от Испании.
С 1860-х годов США, рассматривавшие остров Гаити как стратегически важный пункт в Карибском море, в соответствии с доктриной Монро начали посылать корабли военно-морского флота к берегам Доминиканской Республики и оказывать давление на страну с целью усилить своё влияние в регионе и получить право на строительство морской базы в заливе Самана, но, встретив противодействие со стороны Великобритании и Франции, временно отступили.
После испано-американской войны 1898 года давление США на Доминиканскую Республику усилилось.

### XX век
В 1902 году в результате военного переворота президент Х. Хименес был свергнут и к власти пришёл генерал Васкес, провозгласивший себя президентом, но в 1903 году он был свергнут в результате нового военного переворота.
В 1904 году боевые корабли ВМФ США вошли в территориальные воды Доминиканской Республики, после чего в январе 1905 года правительство страны подписало с США неравноправный договор, ограничивающий суверенитет страны.
В 1916 году обстановка в стране осложнилась, поскольку против президента Хименеса выступил военный министр генерал Ариас. В апреле 1916 года началось восстание, 5 мая 1916 года в порты на побережье страны был высажен десант морской пехоты и моряков США, началась оккупация страны войсками США. 7 мая 1916 года президент Доминиканской Республики Хименес согласился с требованиями США о установлении контроля над страной.
12 мая 1916 года 400 морских пехотинцев США были размещены в столице, 13 мая 1916 года посланник правительства США в Доминиканской Республике William B. Caperton потребовал от Ариаса (вместе со сторонниками занявшего форт Осама) сдать имеющееся оружие и распустить вооружённые отряды, после чего Ариас покинул город. В это же время в сельской местности действовали другие вооружённые отряды и группировки.
12 сентября 1916 года новый президент Доминиканской Республики подписал указ о расформировании вооружённых сил страны. В ноябре 1916 года страна перешла под управление военного губернатора США, органы государственной власти Доминиканской Республики были распущены, конституция и законы прекратили действие.
7 апреля 1917 года началось создание национальной гвардии, командные посты в которой занял 31 военнослужащий США (доминиканцами являлись 8 из 16 лейтенантов).
15 августа 1921 года для подготовки местных командных кадров военное командование США открыло военную академию.
В июне 1922 года начались переговоры о условиях вывода из страны войск США. 12 июля 1924 года, после того, как правительство Доминиканской Республики согласилось с условием одобрить все законы, принятые военной администрацией США в период оккупации страны, США начали вывод войск. 18 августа 1924 года американская оккупация Доминиканской республики была завершена.
После начала в 1929 году мирового экономического кризиса обстановка в стране осложнилась, в феврале 1930 года в результате военного переворота был смещён президент Васкес и к власти пришёл Рафаэль Уренья, но уже в мае 1930 года в результате военного переворота президентом стал генерал Р. Трухильо, установивший режим военно-полицейской диктатуры.
В октябре 1937 года имел место пограничный конфликт между Республикой Гаити и Доминиканской Республикой, в боевых действиях участвовали армейские подразделения.
В 1938 году Трухильо предоставил США неограниченные права на создание морской базы в заливе Самана.
После начала второй мировой войны в сентябре 1940 года Экспортно-импортный банк США выделил Доминиканской Республике заём в размере 5 млн долларов США на покупку оружия и обустройство портов страны, право использовать которые было предоставлено США. 6 мая 1941 года США включили Доминиканскую Республику в перечень стран, которым было разрешено оказание военной помощи по закону о ленд-лизе.
После японского нападения на Пёрл-Харбор в декабре 1941 года, вслед за США, Доминиканская Республика объявила войну Японии, Германии и Италии.
После этого, по программе ленд-лиза из США было получено 18 самолётов, четыре бронеавтомобиля M3A1, 37 автомашин, 30 мотоциклов, 12 велосипедов, два 81-мм миномёта М1, 50 шт. 7,62-мм пулемётов M1919A4 и M1919A6, одна автоматическая винтовка Браунинга М1918, 50 пистолетов-пулемётов .45-го калибра, один карабин М1, боеприпасы и иное военное имущество.
2 сентября 1947 года в Рио-де-Жанейро был подписан Межамериканский договор о взаимной помощи.
В 1948 году началось создание военно-воздушных сил страны, но по состоянию на начало 1949 года, вооружённые силы Доминиканской Республики по-прежнему состояли из сухопутных войск численностью 12 тыс. человек и военно-морского флота (в составе которого насчитывалось около 30 мелких судов общим водоизмещением около 7 тыс. тонн), полностью оснащённых вооружением производства США. Кроме того, в стране действовала полиция (не входившая в состав вооружённых сил).
В 1951 году на территории страны была размещена часть полигона ВВС США для испытания управляемых снарядов.
В начале 1950х годов в арсенале города Сан-Кристобаль было освоено производство карабинов Cristóbal M2, поступивших на вооружение вооружённых сил.
В июне 1956 года в стране имело место вооружённое выступление против диктатуры, подавленное войсками, в 1958 году был раскрыт антиправительственный заговор, в котором участвовал ряд армейских офицеров.
В конце 1950х годов под влиянием Кубинской революции в стране усилилось движение за свержение диктатуры Трухильо (в январе 1959 года предоставившего убежище бежавшему с Кубы диктатору Ф. Батисте и его сторонникам, а затем разрешившего кубинским эмигрантам-"гусанос" ведение подрывной деятельности против Кубы). В июне 1959 года началось новое восстание, для подавления которого правительство мобилизовало вооружённые силы и 100 тыс. гражданских резервистов, а также использовало авиацию. После убийства Трухильо в мае 1961 года в стране начался политический кризис.
В сентябре 1963 года в результате военного переворота президент Х. Бош был свергнут и к власти пришла хунта-триумвират, которую возглавил Д. Р. Кабраль, которая отменила конституцию 1963 года и объявила в стране военное положение.
24 апреля 1965 года в стране началось вооружённое восстание, которое возглавил конституционалист, полковник Ф. Кааманьо, к восставшим присоединились военнослужащие. 25 апреля 1965 года восставшие заняли столицу и провозгласили президентом Х. М. Уренья. Их противники начали объединяться, их лидером стал проамерикански настроенный генерал Э. Весин-и-Весин.
28 апреля 1965 года войска США повторно оккупировали Доминиканскую Республику, в мае 1965 года в дополнение к войскам США в страну были введены подразделения латиноамериканских государств (Бразилии, Коста-Рики, Сальвадора, Гондураса и Никарагуа), которые находились в стране до конца сентября 1966 года, однако и после официального завершения процесса вывода войск в стране осталось значительное количество военнослужащих, сотрудников спецслужб и гражданских специалистов США.
В 1970 году вооружённые силы страны насчитывали 19 тыс. человек и включали:
- сухопутные войска: 12 тыс. человек в составе 4 пехотных бригад, одного артиллерийского полка, одного зенитно-артиллерийского полка и отдельных подразделений (инженерных, разведывательных и войск связи), на вооружении которых имелось несколько танков французского производства, артиллерия и пехотное оружие[4].
- военно-воздушные силы: 3,5 тыс. человек и около 110 устаревших самолётов[4]
- военно-морские силы: 4 тыс. человек, 5 патрульных судов, 6 патрульных катеров, 1 корабль береговой обороны и несколько вспомогательных судов[4]

- кроме того, имелась жандармерия (10 тыс. человек).

Топливно-энергетический и экономический кризис 1973 года осложнил обстановку в стране, в результате в 1973 году правительство временно ввело в стране чрезвычайное положение.
В 1976 году вооружённые силы страны насчитывали около 18 тыс. человек и включали:
- сухопутные войска: 11 тыс. человек в составе 3 пехотных бригад, одного артиллерийского полка, одного зенитно-артиллерийского полка и нескольких специальных подразделений[2].
- военно-воздушные силы: 3,5 тыс. человек и 32 самолёта[2]
- военно-морские силы: 3,5 тыс. человек, 3 фрегата, 2 малых противолодочных корабля, 2 тральщика, 12 сторожевых катеров и несколько вспомогательных судов[2]

- кроме того, имелась жандармерия (около 10 тыс. человек)

В вооружённых силах находилась группа военных советников США.
В начале 1981 года в механических мастерских ВМФ под руководством капитана Рафаэля Сантьяго Рауля Хименеса (Rafael Santiago Raul Jimenez) начались работы по строительству броневика на шасси тяжёлого джипа Dodge M37B. Всего было построено две бронемашины этого типа, получившие название RM-79 (одна из машин была вооружена 40-мм пушкой Bofors L60, вторая не получила вооружения, но могла использоваться в качестве бронетранспортёра для перевозки пехоты). 2 декабря 1981 года они были официально переданы на вооружение.
В конце 1992 года численность вооружённых сил составляла 22,2 тыс. человек (15 тыс. в составе сухопутных войск, 4,2 тыс. в ВВС и 3 тыс. в ВМС).

### XXI век
Доминиканская Республика принимала участие в войне в Ираке, военный контингент численностью 300 военнослужащих находился в центральной части Ирака c июля 2003 до апреля 2004 года в составе бригады «Плюс-Ультра». В качестве военной помощи, США передали контингенту несколько единиц автомобильной техники (грузовики и HMMWV), некоторое количество стрелкового оружия (автоматы M16A1 и карабины M4), а также кевларовые каски PASGT и военную униформу BDU. 12 декабря 2003 года военная база "Camp Santo Domingo" в городе Эд-Дивания была обстреляна из миномёта, в результате были повреждены несколько автомашин и ранен 1 солдат военного контингента Доминиканской Республики. С учётом двух ротаций контингента, общая численность находившихся в Ираке доминиканских военнослужащих составила 600 человек.
По состоянию на начало 2005 года общая численность вооружённых сил составляла 24,5 тыс. человек:
- сухопутные войска: 15 тыс. человек (3 оборонительные зоны, шесть пехотных бригад, бронетанковый батальон, горный батальон, батальон президентской гвардии, батальон специального назначения, артиллерийский дивизион и инженерный батальон), 12 танков М41A1, 8 бронемашин, два бронетранспортёра, 28 гаубиц М101, 20 противотанковых орудий и 30 миномётов калибра 81 мм, 107 мм и 120 мм[15]
- военно-воздушные силы: 5,5 тыс. человек, 32 самолёта (шесть A-37B, восемь ENAER T-35B, три T-41D, десять EMB-314, один "Beechcraft 60", один "Beechcraft 200", два Piper PA-31 и одна Cessna 207) и 10 вертолётов (один OH-1A, один SE-3130, шесть UH-1H и два Aérospatiale SA 365)[14]
- военно-морские силы: 4 тыс. человек, включали в себя подразделение специального назначения, охранное подразделение, 18 патрульных катеров, 4 вспомогательных судна и 5 буксиров[14]

В 2010 году военный бюджет страны составлял 335 млн. долларов США, мобилизационные ресурсы - 2,3 млн человек (в том числе, 1,5 млн годных к военной службе).
По состоянию на начало 2011 года общая численность вооружённых сил составляла 24,5 тыс. человек:
- сухопутные войска: 15 тыс. человек (танковая бригада, воздушно-разведывательная бригада, шесть пехотных бригад, полк президентской гвардии, батальон специального назначения, два артиллерийских дивизиона и инженерный батальон), 12 танков М41В, 8 бронемашин, 104 орудия полевой артиллерии, 20 противотанковых орудий и 88 миномётов калибра 81 мм, 107 мм и 120 мм[15]
- военно-воздушные силы: 5,5 тыс. человек, 19 самолётов (восемь EMB-314, три C-212-400, один Piper PA-31, шесть ENAER T-35B и одна Cessna 206) и 34 вертолёта (девять OH-58, два Bell 430, восемь Bell 206, двенадцать Bell-205 и три Schweizer-333)[15]
- военно-морские силы: 4 тыс. человек, подразделение специального назначения, охранное подразделение, 4 патрульных корабля, 15 патрульных катеров, десантный катер, плавучий док, 5 вспомогательных судов, 4 буксира и два вертолёта Bell-206A[15]

- помимо вооружённых сил, в стране действовала полиция общей численностью 15 тыс. человек

## Современное состояние
Вооружённые силы Доминиканской республики являются вторыми по численности в Карибском бассейне после вооружённых сил Кубы. Они участвуют в борьбе с незаконной торговлей наркотиками, а также принимают активное участие в борьбе с контрабандой и незаконной эмиграцией из Гаити в Доминиканскую Республику и из Доминиканской Республики в США (при помощи незаконной переправки доминиканцев в Пуэрто-Рико).